# فسيتين
فسيتين (بالتشيكية: Vsetín)‏ هي بلدة في إقليم زلين في جمهورية التشيك، وهي مركز مقاطعة فسيتين.
يبلغ عدد سكان هذه البلدة 26,504 حسب إحصاء في سنة 2015.

## توأمة
لفسيتين اتفاقيات توأمة مع كل من:
- فرايتال
- فليتري
- Mödling [الإنجليزية]‏

## أعلام
- ميروسلاف سفوبودا
- رومان هوبنيك
- ميريك توبولانيك

## اقرأ أيضاً
- مقاطعة فسيتين